# 프세우도디트리쿰 미라빌레
프세우도디트리쿰 미라빌레(Pseudoditrichum mirabile)은 참이끼목에 속하는 이끼의 일종이다. 프세우도디트리쿰과(Pseudoditrichaceae)와 프세우도디트리쿰속(Pseudoditrichum)의 유일종이다.